# Indiana University
Indiana University, acronim IU, este o universitate din statul Indiana, SUA, finanțată din fonduri publice. Universitatea are peste 110.000 de studenți, repartizați în nouă campusuri; 46.000 dintre aceștia sunt înscriși la Indiana University Bloomington, campusul cel mai notoriu.
Lista campusurilor IU:
- Indiana University Bloomington (IU Bloomington; „Indiana” pentru sport)
- Indiana University Indianapolis (IU Indianapolis; „IU Indy” pentru sport)
- Indiana University Columbus (IU Columbus) – administrat de IU Indianapolis
- Indiana University East (IU East)
- Indiana University Fort Wayne (IU Fort Wayne) – administrat de IU Indianapolis
- Indiana University Kokomo (IU Kokomo)
- Indiana University Northwest (IU Northwest)
- Indiana University South Bend (IU South Bend)
- Indiana University Southeast (IU Southeast)